# دوري جزر كوك لكرة القدم 1981
دوري جزر كوك لكرة القدم 1981 (بالإنجليزية: 1981 Cook Islands Round Cup)‏ هو موسم من دوري جزر كوك لكرة القدم. فاز فيه Titikaveka F.C. ‏.